# Joanna Wiśniewska
Joanna Wiśniewska (Breslavia, 24 maggio 1972) è una discobola polacca.

## Palmarès
| Anno | Manifestazione    | Sede              | Evento           | Risultato | Misura  | Note                                     |
| ---- | ----------------- | ----------------- | ---------------- | --------- | ------- | ---------------------------------------- |
| 1990 | Mondiali juniores | Plovdiv           | Lancio del disco | 22ª       | 45,02 m |                                          |
| 1991 | Europei juniores  | Salonicco         | Lancio del disco | 9ª        | 48,50 m |                                          |
| 1999 | Universiadi       | Palma di Maiorca  | Lancio del disco | Argento   | 63,97 m | Miglior prestazione personale            |
| 1999 | Mondiali          | Siviglia          | Lancio del disco | 17ª       | 59,83 m |                                          |
| 2001 | Mondiali          | Edmonton          | Lancio de disco  | 17ª       | 58,53 m |                                          |
| 2002 | Europei           | Monaco di Baviera | Lancio del disco | 9ª        | 58,92 m |                                          |
| 2004 | Olimpiadi         | Atene             | Lancio del disco | 10ª       | 60,74 m |                                          |
| 2005 | Mondiali          | Helsinki          | Lancio del disco | 12ª       | 57,06 m |                                          |
| 2006 | Europei           | Göteborg          | Lancio del disco | 12ª       | 59,41 m |                                          |
| 2007 | Mondiali          | Osaka             | Lancio del disco | 6ª        | 61,35 m |                                          |
| 2008 | Olimpiadi         | Pechino           | Lancio del disco | 18ª       | 59,40 m |                                          |
| 2009 | Mondiali          | Berlino           | Lancio del disco | 21ª (q)   | 58,85 m |                                          |
| 2010 | Europei           | Barcellona        | Lancio del disco | Bronzo    | 62,37 m | Miglior prestazione personale stagionale |
| 2012 | Europei           | Helsinki          | Lancio del disco | 10ª       | 57,72 m |                                          |

## Altre competizioni internazionali
2013
- 8ª in Coppa Europa invernale di lanci ( Castelló), lancio del disco - 58,11 m